# Alpina bentelii
Alpina bentelii là một loài bướm đêm trong họ Geometridae. Loài này được Rätzer miêu tả khoa học lần đầu tiên năm 1890.